# Musca exactis
Musca exactis är en tvåvingeart som först beskrevs av Harris 1780.  Musca exactis ingår i släktet Musca och familjen blomsterflugor. Inga underarter finns listade i Catalogue of Life.